# Izabelija
Izabelija (lat. Isabelia),  rod trajnica iz porodice Orchidaceae, raširen u Brazilu i sjeveroistočnoj Argentini. Postoje tri vrste i jedna hibridna.

## Vrste
1. Isabelia × pabstii (Leinig) C.Van den Berg & M.W.Chase
2. Isabelia pulchella (Kraenzl.) C.Van den Berg & M.W.Chase
3. Isabelia violacea (Lindl.) C.Van den Berg & M.W.Chase
4. Isabelia virginalis Barb.Rodr.